# ماندي جرونوالد
ماندي جرونوالد (بالإنجليزية: Mandy Grunwald)‏ هي مستشارة سياسية أمريكية، ولدت في 23 يناير 1957 في موريستاون في الولايات المتحدة.

## وصلات خارجية
- ماندي جرونوالد على موقع IMDb (الإنجليزية)
- ماندي جرونوالد على موقع إن إن دي بي (الإنجليزية)